# Баштанська республіка
Башта́нська респу́бліка — селянська повстанська республіка на території сучасної Миколаївщини періоду Української революції 1917–1921 років.

## Назва
Назву республіка отримала за балкою, в якій розкинулось село Полтавка.

## Передісторія
24 серпня 1919 року с. Полтавка Херсонського повіту захопили війська Добровольчої армії. Був утворений селянський повстанський загін з 50 чоловік. Восени 1919 в районі Полтавки розгорнулась активна повстанська боротьба. В ніч на 16 вересня піднялося повстання, сигналом для якого стали церковні дзвони двох церков.

## Основні події
16 вересня 1919 року на сільський схід зібралися майже всі жителі села на якому проголосили Баштанську республіку і обрали повстанком у складі 10 осіб. До нього увійшли представники різних політичних поглядів. Баштанці оголосили себе селянською республікою, їх підтримало багато сусідніх сіл — Привільне, Христофорівка, Балацьке, Новогорожене та інші.
30 вересня 1919 р. був сформований штаб повсталих на чолі з есером-боротьбистом Павлом Туром та його безпартійним братом Іваном. Членами
штабу були представники та прихильники різних партій: більшовиків, боротьбистів, анархістів.

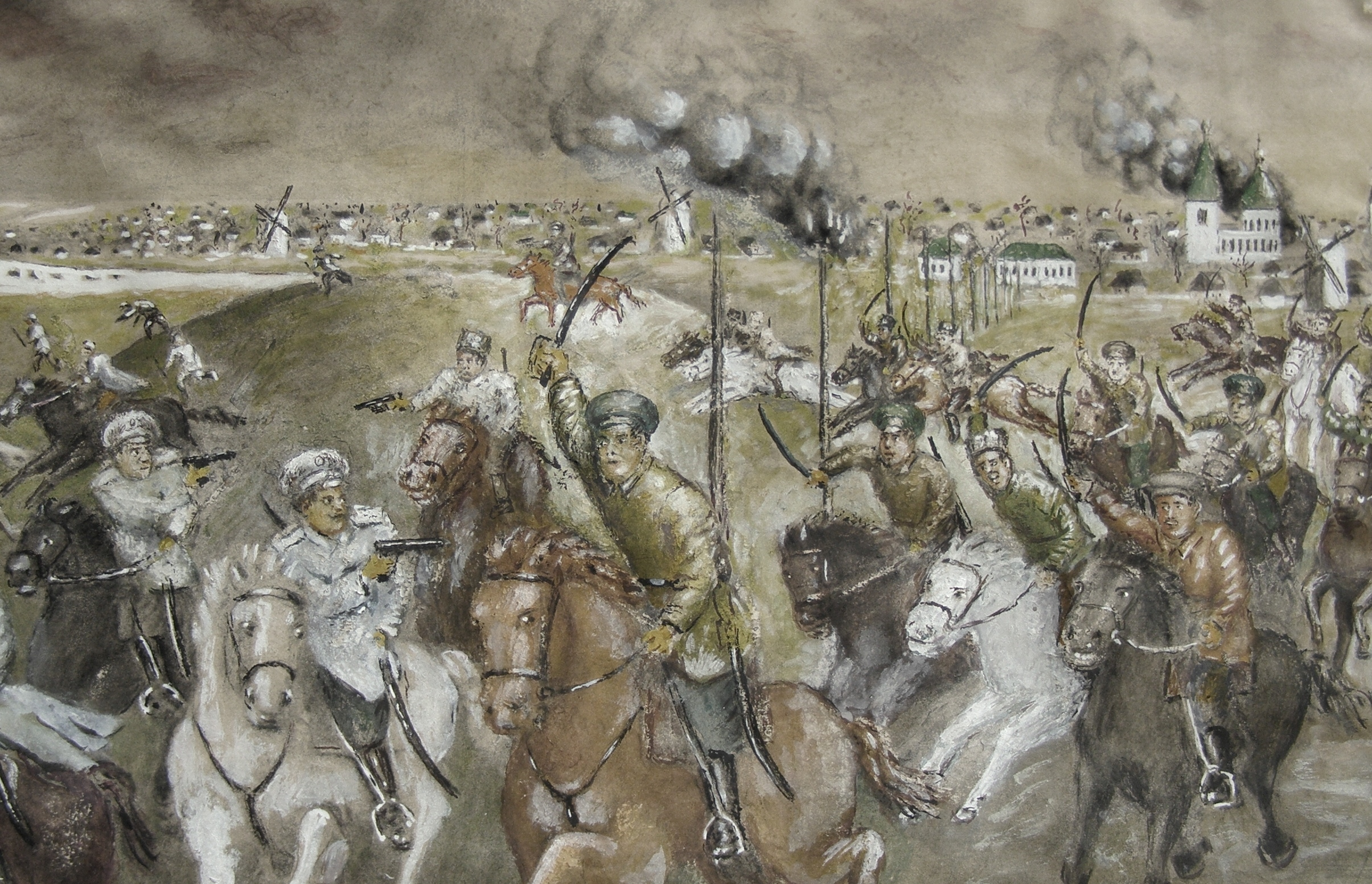
Бій кавалерійського загону повстанців з каральним загоном денікінців під Баштанкою. Фрагмент з картини Іваненка.

Повстанці, зібравши під свої прапори понад 4 тисячі озброєних бійців (і близько 18 тисяч в резерві), пішли в наступ проти денікінців під керівництвом генерала Я. Слащова. Просунувшись на південь у тилу Денікіна більш як на 150 км, вони зайняли села Калинівку, Воскресенське, Водопій і наблизились до Миколаєва.
Відчуваючи загрозу з тилу, денікінці змушені були зняти з фронту дві козачі дивізії і послати їх проти повстанців, які з 9 по 18 листопада вели проти них жорстокі нерівні бої. Баштанська республіка була задушена; білогвардійці тільки в самій Баштанці розстріляли 852 повстанці і спалили 350 дворів. В каральній операції взяли участь 42-й Донський козачий полк та 8-й Лубенський гусарський полк.
У 1925 року за рішенням ВУЦВК до села прибув його голова Г. Петровський і нагородив Полтавку-Баштанку (офіційно перейменування відбулося у 1928 році) Почесним Червоним прапором. 
В 1935-1937 рр. за сфабрикованою справою антирадянської есерівської організації "Єдність" було репресовано активних учасників Баштанського повстання, з винесенням вищої міри покарання - розстрілу.
Український радянський письменник Юрій Яновський написав п'єсу «Дума про Британку»,  кіностудією імені О. Довженка у 1967 році  режисером-документалістом Фощенко Роман Іполитович знято фільм «Сини Баштанської республіки».